# Charis gyas
Charis gyas är en fjärilsart som beskrevs av Pieter Cramer 1775. Charis gyas ingår i släktet Charis och familjen Riodinidae. Inga underarter finns listade i Catalogue of Life.